# Poziomy transfer genów

Drzewo filogenetyczne z zaznaczonymi przypadkami poziomego transferu genów

Poziomy transfer genów (horyzontalny transfer genów – HGT, lateralny transfer genów – LGT) – zjawisko przechodzenia genów między organizmami różnych gatunków, najczęściej pozostającymi ze sobą w ścisłej relacji ekologicznej. Zjawisko jest odpowiedzialne za istnienie 10–20% genów w komórkach prokariotycznych i takie krytyczne dla ewolucji cechy jak oporność na antybiotyki, wirulencja, zdolność przeprowadzania fotosyntezy oraz asymilacji azotu atmosferycznego. W komórkach eukariotycznych proces zachodzi rzadziej, jednak prawdopodobnie był powszechny w początkowym etapie ewolucji eukariontów. Geny będące wynikiem HGT w tej domenie stanowią poniżej 1%. Poziomy transfer genów może prowadzić do powstania nowych gatunków. W roku 2014 udowodniono, że w wyniku szczepienia możliwe jest zajście allopoliploidyzacji, połączenia genomów dwóch gatunków bez procesu płciowego.
W 1984 roku koncepcje HGT nazwaną wtedy jako międzygatunkowy przepływ genów wprowadził Michael Syvanen i ją sukcesywnie rozwijał.
Typowe dziedziczenie genów od przodka do potomka nazywane jest w terminologii genetycznej pionowym transferem genów (VGT, z ang.: vertical gene transfer). 
HGT można podzielić na:
- naturalny, gdzie HGT występuje przypadkowo i bardzo rzadko. Prawdopodobieństwo zaistnienia HGT jest znikomo małe, mimo to, biorąc pod uwagę liczebność organizmów i upływ czasu, HGT wpłynął istotnie na ewolucję do tego stopnia, że HGT jest proponowany jako kolejny paradygmat biologii[5];
- sztuczny, gdzie HGT jest stosowany w inżynierii genetycznej. Przypadek jest zastąpiony celowym działaniem.

## Naturalny poziomy transfer genów

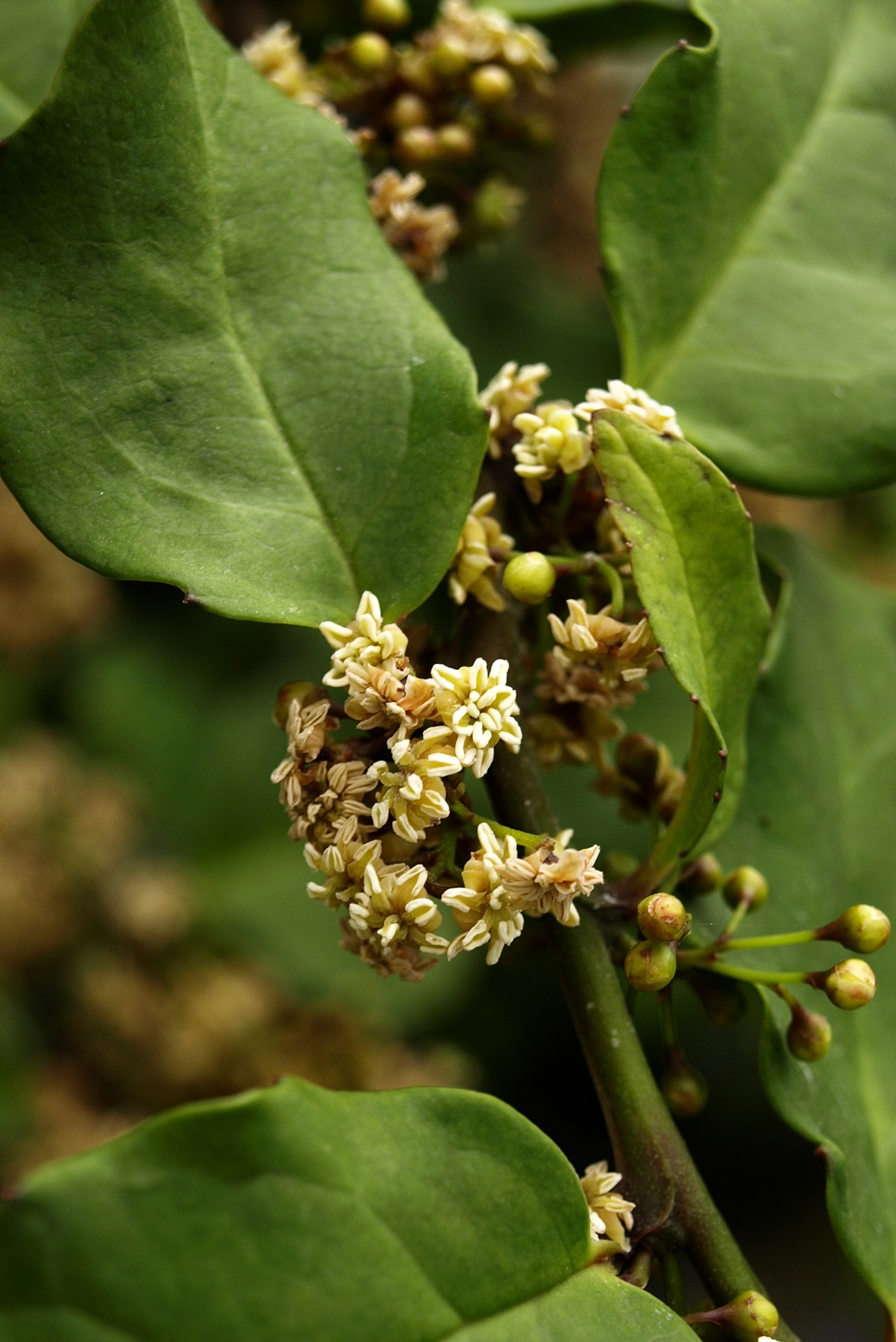
Szczególnie dużo genów obcego pochodzenia zostało wykrytych w mt DNA Amborella trichopoda

Poziomy transfer genów w znacznym stopniu wpłynął na współczesną zawartość genomów eukariontów. Szczególną rolę wydaje się odgrywać w adaptacji do pasożytnictwa, patogenezy i szczególnych warunków środowiska, takich jak niedobór związków azotu. Większość znanych przypadków dotyczy przeniesienia genów pochodzących od bakterii. Nie są to jednak wszystkie przypadki. U roślin HGT jest istotnym procesem decydującym o ewolucji genomów. Znane są przypadki transferu genów od prokarionów oraz eukariontów ze wszystkich królestw. Dowody wskazują na szczególne rozpowszechnienie HGT między organizmami, które okazjonalnie lub ściśle są ze sobą powiązane. Najczęściej są to relacje mutualistyczne lub pasożytnicze. Liczne badania potwierdzają wyjątkowo dużą aktywność mtDNA roślin w poziomym transferze genów. Mitochondria roślin mają aktywny system pobierania DNA. Nie stwierdzono przypadków HGT dla plastydów i mitochondriów zwierzęcych. Udowodniono także zachodzenie HGT w przypadku genomu jądrowego roślin, łącznie z możliwością fuzji protoplastów. Rośliny pasożytnicze mogą być zarówno biorcą, jak i dawcą genów. Szczególnie dużo nabytych genów stwierdzono u Amborella trichopoda.
Glony z rodzaju Nannochloropsis są obiecującym źródłem biopaliwa. W wyniku poziomego transferu genów genom tych organizmów poza genami pierwotnymi zawiera geny pochodzące od endosymbiontów, którymi były zielenice oraz krasnorosty. Efektem jest wyjątkowo duża zdolność do akumulacji kwasów tłuszczowych i triacylogliceroli (70% biomasy). Około 15% genów zaangażowanych w syntezę lipidów może pochodzić z HGT. Wyjątkowo duże bogactwo enzymów uczestniczących w syntezie lipidów wykazują bakterie. Nannochloropsis mogły nabyć te geny za pośrednictwem krasnorostów. Przykładowo Galdieria sulphuraria do 5% genów kodujących białka pochodzi od bakterii i archeanów.

### Bakterie – bakterie
Dobrze i wcześnie poznano HGT u prokariontów. W tej gałęzi życia naturalny HGT zachodzi dzięki koniugacji, transdukcji i transformacji. Niektóre bakterie wytwarzają pile, ułatwiające koniugacyjne przekazywanie DNA, i tu może zachodzić zarówno poziomy jak i pionowy transfer genów – gdy przez pile przechodzi DNA między bakteriami tego samego gatunku, określa się to jako transfer pionowy, gdy między różnymi gatunkami, to wtedy określany jest jako transfer poziomy. Podobne bywa w przypadku transdukcji i transformacji.

### Z bakterii do drożdży
DHODaza, występuje w mitochondriach u wielu drożdży a u Saccharomyces cerevisiae w cytoplazmie.
U Saccharomyces kluyveri DHODaza jest kodowana zarówno przez gen pochodzący z bakterii, jak i gen drożdżowy i występuje w dwóch formach. Jest przykładem na przejściową fazę HGT datowaną na 100 mln lat temu. Jest to przykład podwójnego HGT – pierwszy 'stary' mitochondrialny przekazywany VGT i stosunkowo nowy HGT poprawiający niefunkcjonalne beztlenowo geny mitochondrialne. 
Gen BDS1 GenPept Q08347 kodujący 646 aminokwasowy enzym alkyl/aryl sulfatazę został włączony do genomu drożdży z α-proteobakterii, jego 1941-nukleotydowa sekwencja jest zlokalizowana w przy telomerowym regionie piętnastego chromosomu. Dzikie S. cerevisiae posiadające ten gen są zdolne wykorzystać nawet SDS jako źródło siarki. Inny HGT "pojmany" gen to URA1  jest także pochodzenia bakteryjnego.

### Z bakterii do owadów
Zespół naukowców z University of Rochester oraz instytutu badawczego J. Craig Venter Institute w Rockville (kierownik prac – prof. Jack Warren) odkrył cały genom pasożytniczej bakterii Wolbachia w drugim chromosomie DNA muszki owocowej (Drosophila melanogaster). Geny pochodzące od bakterii podlegały takiemu samemu dziedziczeniu jak czysto owadzie geny – stwierdził dr Michael Clark. Prawdopodobnie do wchłonięcia genomu bakterii doszło podczas procesu naprawiania DNA przez komórki owadów. Unikalność tego przypadku polega na wchłonięciu całego obcego genomu.

### Z grzybów do zwierząt
Geny kodujące syntezę karotenoidów u mszyc najprawdopodobniej pochodzą od grzybów, być może infekujących mszyce.
Transfer genów zachodzi wśród prokariotów w o wiele większym stopniu niż u eukariotów, zachodzi też o wiele częściej pomiędzy gatunkami bardziej spokrewnionymi. Ważnym wyjątkiem od tego, jest transfer genów z endosymbiontów (mitochondria, chloroplasty) do jądra komórkowego.
Najłatwiej transferowane są geny odpowiedzialne za pojedyncze reakcje, o wiele rzadziej dochodzi do transferu dużych kompleksów genów. Jest to jeden z powodów tego, że geny operacyjne, czyli odpowiedzialne za różne procesy biochemiczne zachodzące w komórce są transferowane o wiele częściej niż geny informacyjne, czyli odpowiedzialne za zarządzanie informacją w komórce (transkrypcja, translacja itp). Te pierwsze to zwykle jeden do kilku enzymów, te drugie zaś działają jako duża grupa bardzo blisko powiązanych enzymów i nie można wymienić czy dodać jednego czy nawet tylko kilku z nich.

## Mechanizmy
Najprostszym mechanizmem jest wychwyt DNA martwego organizmu – transformacja DNA. Takie zjawisko zachodzi bardzo łatwo wśród prokariotów. Uważa się, że udokumentowane przypadki transferu między endosymbiontami a eukariotami mają podobny charakter.
Innym możliwym mechanizmem jest wymiana plazmidów między bakteriami, które może być połączane z wbudowaniem nowego DNA do chromosomu bakteryjnego przy udziale integronu. Jeszcze innym są wirusy, które razem ze swoim materiałem genetycznym transferują też czasem fragmenty genów poprzednio zarażonego organizmu. Możliwe są też zaburzenia fagocytozy kończące się przedostaniem zawartości "pokarmu" do cytoplazmy.